# Lamyctes andinus
Lamyctes andinus är en mångfotingart som beskrevs av Kraus 1954. Lamyctes andinus ingår i släktet Lamyctes och familjen fåögonkrypare. Inga underarter finns listade i Catalogue of Life.